# Vuit immortals
Els vuit immortals (xinès tradicional i simplificat: 八仙, pinyin: Bāxiān, Wade-Giles: Pa Hsien) són un grup de deïtats de la mitologia xinesa, segons la qual van existir terrenalment i van néixer durant les dinasties Tang o Song, practicant les tècniques de l'alquímia i els mètodes de la immortalitat. Van ser descrits per primera vegada durant la dinastia Yuan i en la literatura occidental anterior als anys 1970 se'ls coneix de vegades com "Els Vuit Genis". Són adorats dins del taoisme, però també en la cultura xinesa popular.
Els membres del grup rares vegades apareixen per separat i els poders de cadascun d'ells poden ser transferits a sengles utensilis que poden donar la vida o destruir el mal i que són coneguts com a An Baxian (暗八仙, Àn Bāxiān, "Els Vuit Immortals Amagats"). En xinès donen nom a la hortensia (八仙花，Bāxiān huā, "Flor dels Vuit Immortals").

## Els Vuit Immortals
Els Vuit Immortals són:
- Lü Dongbin
- Lan Caihe
- Zhang Guo Lao
- He Xiangu
- Li Tieguai
- Han Xiangzi
- Zhongli Quan
- Cao Guojiu

## Literatura
Els Vuit Immortals han servit de base a moltes obres d'art, tant en el camp de l'escultura com en la pintura o en la literatura. Dins d'aquest últim destaca El viatge cap a l'Est dels Vuit Immortals (八仙出处东游记, 八仙出處東游記, Bāxiān chū chù dōng yóu jì) de temps de la dinastia Ming.
També en aquesta època es va escriure, per un autor anònim, Els Vuit Immortals creuen el mar (八仙过海, 八仙過海, Bāxiān guò hǎi), on es narra el seu viatge per assistir a la festa d'aniversari de la deessa Xi Wangmu, anomenada Trobada del presseguer de la Immortalitat (蟠桃会, 蟠桃會, pán táo huì). En arribar al mar, en comptes d'utilitzar els seus núvols per creuar, Lü Dongbin suggereix que uneixin els seus poders per travessar les aigües. D'aquí prové el proverbi xinès "els Vuit Immortals creuen el mar, cadascun revela el seu poder diví" (八仙過海 各顯神通, 八仙过海 各显神通, Bāxiān guò hǎi gè xiǎn shén tōng), utilitzat en les situacions en què tothom ofereix les seves habilitats per aconseguir una meta comuna.
Cadascun dels immortals representa una faceta de la societat xinesa i, per tant, la història de "Els vuit immortals creuen el mar" representa les tasques que pot complir la nació quan hi ha harmonia entre cadascuna de les seves parts. Els grups que representen es veuen clarament en la biografia de cadascun. Zhongli Quan representa als militars; Lü Dongbin als buròcrates; Li Tieguai als malalts i ferits; Han Xiangzi als savis; Cao Guojiu representa a la noblesa; Zhang Guo Lao als ancians; Lan Caihe als pobres i He Xiangu a les donzelles.

## Culte als Vuit Immortals
A Xi'an hi ha un temple de la dinastia Song anomenat el Palau dels Vuit Immortals (八仙宫, 八仙宮, bāxiān gōng), anomenat abans el Temple dels Vuit Immortals (八仙庵, Bāxiān ān), on es poden veure les seves estàtues a la Sala dels Vuit Immortals (八仙殿, Bāxiān diàn). A Muzha (木栅, 木柵, Mùzhà), a Taipei (Taiwan) hi ha el Palau del Sud (南宫, 南宮, Nángōng), conegut com el Temple dels Vuit Immortals (八仙廟, Bāxiān miào).

## Altres grups deVuit Immortals
A la mitologia i història xineses hi ha altres grups de vuit persones denominats com a immortals, com per exemple:
- Els Vuit Immortals del vi
- Els Vuit Immortals de Huainan
- Els Vuit Immortals de Sichuan
- Els Vuit Immortals del Partit Comunista Xinès